# 原初生命體
原初生命體（英語：protocell 或 protobiont）被认为有可能是原核细胞的祖先，是由膜或膜样的结构包围非生物生产的有机分子的集合体。其表现出一些与生命相关的属性，如简单的繁殖，代谢与兴奋性。有人认为，它们是在地球上生命起源的一个关键步骤。现已有实验证明，它们可以在与早期地球上的环境条件相似的情况下被自发形成，形成脂质体和微球 。它有类似的细胞中发现的磷脂双分子层的膜结构 。